# شينا بورتر
شينا بورتر (بالإنجليزية: Sheena Porter)‏‏ (1935 - )؛ كاتِبة، وروائية، وكاتبة للأطفال من المملكة المتحدة.